# 相羽英勝
相羽 英勝（あいば ひでかつ、1939年〈昭和14年〉7月31日 - ）は、日本の政治家、元愛知県豊明市長（1期）。旭日双光章受章。

## 来歴
愛知高等学校を経て、1962年愛知学院大学商学部卒。同年愛知トヨタ自動車に入社。のちトヨタ情報システム愛知に転じ、代表取締役社長となる。その傍ら母校の愛知学院大学非常勤講師や愛知県情報サービス産業協会理事、吉池区区長、吉池区青少年健全育成推進委員長、愛知地区少年補導員を務めた。2007年豊明市長選挙に立候補し当選。豊明市長を1期務めた。

## 栄典
- 2015年11月 秋の叙勲で地方自治功労により旭日双光章を受章した[3]。